# Kalinówek, Warmińsko-Mazurskie
Kalinówek [kaliˈnuvɛk] (tiếng Đức: Einigkeit)  là một khu định cư ở quận hành chính của Gmina Braniewo, trong huyện Braniewski, Warmińsko-Mazurskie, ở miền bắc Ba Lan, gần biên giới với Kaliningrad của Nga. Nó nằm khoảng 8 kilômét (5 mi) về phía đông bắc của Braniewo và 80 km (50 mi) phía tây bắc của thủ đô khu vực Olsztyn.
Khu định cư có dân số 10 người.